# Eisuke Nakazono
Eisuke Nakazono (中薗 英助, Nakazono Eisuke, 27 août 1920 - 9 avril 2002), nom d'auteur d'Hideki Nakazono, est l'un des écrivains japonais pionniers du roman d'espionnage nippon.

## Biographie
Né dans la préfecture de Fukuoka, Nakazono réside en Chine de 1938 à 1946 et meurt de pneumonie dans un hôpital à Kawasaki, préfecture de Kanagawa. Il est lauréat de l'édition 1992 du prix Yomiuri pour Peking hanten kyūkan nite.

## Sources
- Who's who in contemporary Japanese socialists, scholars and writers, Nihon Shakai Undō Kenkyūkai (Japanese Politics Economy Research Institute), 1970, p. 401.
- Vox populi, vox dei, Volume 80, Asahi Shinbunsha, Ronsetsu Iinshitsu, (朝日新聞社, 論說委員室), 1990, p. 11.

## Source de la traduction
- (en) Cet article est partiellement ou en totalité issu de l’article de Wikipédia en anglais intitulé « Eisuke Nakazono » (voir la liste des auteurs).